# (6924) Fukui
(6924) Fukui ist ein Asteroid des äußeren Hauptgürtels, der am 8. Oktober 1993 von den japanischen Amateurastronomen Kin Endate und Kazurō Watanabe am Kitami-Observatorium (IAU-Code 400) auf Hokkaidō entdeckt wurde.
Der Asteroid wurde am 8. August 1998 nach dem japanischen Chemiker Fukui Ken’ichi (1918–1998) benannt, der 1981 zusammen mit Roald Hoffmann den Nobelpreis für Chemie für die von beiden unabhängig voneinander entwickelten Theorien zum Verlauf chemischer Reaktionen erhielt.